# Кианти (вино)
Кианти (на италиански: Chianti) е италианско червено сухо вино, доста силно, много известно в цял свят. Произвежда се в Тоскана и до днес се продава в типични за него плетени дамаджани.
Кианти е област в централната част на Тоскана, предимно хълмиста местност между провинциите на Флоренция и Сиена. В тази област се произвежда Класическо Кианти (Chianti Classico) DOCG (вино с контролиран и гарантиран произход), главно в селата Гайола, Рада и Кастелина.
Освен в провинциите на Флоренция и Сиена Кианти се произвежда и в провинция Арецо на изток от Кианти, в Пиза и Пистоя на запад и в Прато – на север.
Виното Кианти може да се прави според съответните наредби само от грозде култивирано в зоната на неговото производство с използване на следните сортове:
- Санджовезе (Sangiovese): най-малко 75%
- Канайоло (Canaiolo) черно: до10%
- Тосканско Требиано (Trebbiano) и Малвазия (Malvasia) от Кианти: до 10%.

Вината с контролиран и гарантиран произход от Кианти трябва да имат следните органолептични свойства:
- Ярък рубинов цвят
- Деликатен, свеж аромат, с нюанс на виолетка
- Интензивен, силен, леко танинов вкус.

## История
Най-ранната документация за вино Кианти датира от 14 век, когато е известно, че лозарството процъфтява в планините Кианти около Флоренция. Лига, наречена Lega del Chianti (Лигата на Кианти), е създадена около 1250 г. между градовете Кастелина, Гайоле и Рада, което  довежда до това, че виното от тази област ще приеме подобно име. През 1398 г. най-ранният известен запис отбелязва Кианти като бяло вино, въпреки че червените вина от Кианти също са обсъждани приблизително по същото време в подобни документи.
Една от знаменитите личности в историята на Тоскана - барон Бетино Рикасоли дефинира през 1872 г. първата модерна рецепта за Кианти, в която участват два червени и един бял сорт: 70% Санджовезе, 15% Канайоло и 15% Малвазия бианка. Той пише, че малвазията може и да не се използва във вина предназначени за отлежаване, а от друга страна пък подсилва вкуса и прави виното по-леко и съответно подходящо за ежедневна консумация.
През 1967 г. италианското правителство потвърждава Формула „Рикасоли” определяйки едно Chianti DOC (Denominazione di origine controllata или Контролирано наименование за произход) като бленд от 70% Санджовезе и 10 до 30% Малвазия и Требиано.
Високият процент бели сортове и особено вездесъщото Требиано не правят добра услуга на качеството на Кианти и годините след Втората световна война виждат океан от остри, кисели и непретензиозни вина, бутилирани в закръглени бутилки, обхванати плътно от сламена кошничка.
Любимият аксесоар на многобройните немски туристи, който след изпиването на виното бързо и удобно се превръща в свещник, се нарича фиаско (fiasco) и по латинската поговорка Nomen est Omen няма как да вещае добро бъдеще за виното в този му вид.
Джансис Робинсън отбелязва, че Кианти понякога се нарича  „италианското Бордо“, но структурата на вината е много различна от всяко френско вино. Гъвкавостта в рецептата за смесване на Кианти обяснява част от променливостта в стиловете между Кианти. Стиловете с по-леко тяло обикновено имат по-голям дял смесени бели сортове грозде, докато стиловете Кинати, които имат само червени сортове грозде, ще бъдат по-пълни и по-богати. Докато само 15% Каберне Совиньон е разрешено в купажа, естеството на сорта грозде може да има доминираща индивидуалност в купажа Кианти и да окаже силно влияние върху виното.